# Khursand
Khūrsand (farsi خرسند) è una città dello shahrestān di Shahr-e-Babak, circoscrizione Centrale, nella provincia di Kerman. Aveva, nel 2006, una popolazione di 7.847 abitanti. 